# طوبينيات
الطُّوبِينِيَّات أو الطَّوَابين (الاسم العلمي: Talpidae) هي فصيلة تتضمن طوابين والطوابين الزبابية والدسمان وأشكال متوسطة أخرى لحيوانات صغيرة من فصيلة الثدييات من آكلي الحشرات التي تنتمي إلى رتبة شفويات الأعور (Soricomorpha). وتُعدّ فصيلة الطوبينيات جميعها حيوانات حفارة بدرجات مختلفة: فحيوانات الطوبين تعيش بشكل كامل تحت الأرض؛ وحيوانات زبابة الطوبين و(الزبابات الشبيهة بالطوبين) تعيش تحت الأرض بشكل أقل؛ وأيضًا حيوانات الدسمان، بينما هي في الأساس حيوانات مائية وتقوم بحفر حجرات جافة للنوم؛ في حين أن النوع الوحيد الذي يتكيف على الحياة في الماء واليابسة بالتساوي هو حيوان طوبين نجمي الأنف. وتعيش الطوبينيات عبر نصف الكرة الأرضية الشمالي وجنوب آسيا وأوروبا وأمريكا الشمالية، وذلك على الرغم من عدم اكتشاف أي منها في أيرلندا ولا في أي مكان آخر في جنوب الأمريكتين ناحية شمال المكسيك.
وقد تطورت فصيلة الطوبينيات الأولى من حيوانات تشبه الزبابة، والتي قد تكيفت مع الحفر في أواخر عصر مطلع عصر الحيوانات الثديية في أوروبا. ولقد كان يُعتقد بأن أوائل الطوبينيات الحية هي الطوبين الآسيوي شبيه الزبابة، مع أنواع أخرى والتي قد تكيفت مع الحياة تحت الأرض، وفي بعض الأحيان، مع أنماط الحياة المائية.

## الخصائص
الطوبينات هي حيوانات صغيرة مكسوة بفرو غامق وأجسامها أسطوانة الشكل وهي بلا شعر وأنف أنبوبي. فهي تتراوح في الحجم من حجم حيوان طوبين الزبابة الموجود بأمريكا الشمالية، فهو صغير بحجم 2.4 سم من حيث الطول ويزن أقل من 12  جرام، إلى حيوان الدسمان الروسي، ذو طول جسم يتراوح بين 18-22  سم ويصل وزنه لحوالي 550 جرام. ويختلف الفرو بين الأنواع، ولكنه دائمًا ما يكون كثيفًا وقصيرًا؛ ويمتلك حيوانات الدُسمان شعرا واقيا دهنيًا وسترًا تحتية مقاومة للماء، بينما يمتلك حيوانات الطوبين التي تعيش تحت الأرض فروًا قصيرًا وناعمًا ويفتقر لأي شعر واقٍ. وتوائم أطراف حيوانات الطوبين الحفر بشكل كبير وذات مخالب قوية، وتكون كفوفها مثنية للخارج باستمرار لمساعدتها على إزالة القاذورات بعيدًا عن مقدمة الجسد. وعلى العكس، نجد حيوانات الدُسمان فهم يمتلكون كفوفًا ذات أوتار مع خِمل من الفرو المتصلّب لمساعدتها على السباحة. أما عن حيوانات الطوبين بوجه عام فيمتلكون ذيولاً قصيرة، ولكن تلك الذيول مختلفة عن تلك الخاصة بحيوانات الدُسمان فهي طولية ومسطحة.
ويكون جميع الأنواع لديهم عينان صغيرتان ورؤية ضعيفة، ولكن القليل منهم فقط أعمى حقًا. وأذناهم الخارجية تكون صغيرة جدًا أو تُعتبر غير موجودة. وتعتمد الطوبينات بشكل كبير على حاسة اللمس فهم لديهم شعرات أنفية حسية على أوجههم وأرجلهم وذيولهم. وتكون خطومهم المرنة على وجه الخصوص حساسة. ونجد أن حيوانات الدُسمان قادرة على غلق كل من فتحتي الأنف والأذنين عند الغطس. وعلى غير العادة، وينتصب الذكر في الطوبين إلى الخلف، وهو ليس لديهم صفن.
ولدى الإناث من الطوبينات ست أو ثماني حلمات، ويمتلك كلا الجنسين مخالب في كل الأصابع الخمسة في اليدين وعلى الأصابع الخمسة الخلفيين. ويكون في الكف الواحد عظمة إضافية تُسمى العظمة المنجلية. في حيوانات الطوبين الحفارة، يتصل كل من الترقوة والرأس العضدي. ويندمج كل من عظمة الساق والشظية جزئيًا في كل حيوانات الطوبين. ولا توصل عظمة العانة نصفي الحزام الحوضي. وتكون الجمجمة طويلة وضيقة ومسطحة أيضًا.
وتعتبر حيوانات الطوبين بوجه عام من آكلي الحشرات. وتأكل حيوانات الطوبين دود الأرض وحشرة اليرقات وأحيانًا البزاق، بينما تأكل حيوانات الدُسمان اللافقاريات المائية مثل الجمبري وحشرة اليرقات والقواقع، وتمتلك حيوانات الطوبين أسنانًا غير مخصصة نسبيًا، باستخدام الصيغة السنّية:

### سلوكها
وتعتبر حيوانات الدُسمان وزبابة الطوبين كائنات ليلية في الأساس، ولكن حيوانات الطوبين تكون نشطة خلال النهار والليل، وعادةً ما تتنقل على الأرض فقط في ظل غطاء من الظلمة. ويقوم معظم حيوانات الطوبين بحفر جحور دائمة وتتواجد بها بشكل كبير اعتمادًا على الفرائس التي تقع بتلك الجحور. وتقوم زبابات الطوبين بحفر جحور للوصول إلى حجرات عميقة من أجل النوم فيها، ولكنها تطوف بحثًا عن الطعام في الغابة بحلول الليل. أما حيوانات الدُسمان فهي تقوم بحفر جحور على ضفاف الأنهار لكي تلتجئ إليها وتطوف بحثًا عن الطعام في مياه الأنهار والبحيرات. ويكون حيوان الطوبين ذو الأنف النجمية قادرًا على العيش أكثر من حيوانات الطوبين الأخرى، ولكنهم أيضًا كائنات مائية ذات قدرة كبيرة، حيث إنهم قادرون على الشمّ تحت الماء وذلك باستخدام خراطيمهم المميزة والتي تُخرج فقاعات الهواء إلى الماء.
وتبدو الطوبين أنها حيوانات غير اجتماعية بوجه عام وعلى الرغم من وجود نوع واحد، وهو حيوان الطوبين ذو الأنف النجمية، سيشارك الجحور، إلا أن الطوبين تشتهر بالارتباط على الأكثر بالسلوك الإقليمي بما يتضمن المعارك السريعة بنحو غير عادي.

## التصنيف
تُقسّم الفصيلة إلى ثلاث فصائل فرعية، وهي مكونة من 17 جنسًا و46 نوعًا.
- فصيلة الطوبينيات
  - فُصيلة الطوبين المخادع (Uropsilinae) - جنس واحد
    - جنس الطوبين الزبابي (Uropsilus) - خمسة أنواع
      - طوبين زبابي لأندرسون، U. andersoni
      - طوبين زبابي نحيل، U. gracilis
      - طوبين زبابي فضولي، U. investigator
      - طوبين زبابي صيني، U. soricipes
      - طوبين زبابي متكافئ الأسنان، U. aequodonenia

  - فُصيلة طوبينيات العالم الجديد، Scalopinae
    - جنس الطوبين النجمي الأنف، Condylura - نوع واحد
      - طوبين نجمي الأنف، C. cristata

    - جنس الطوبين الشعري الذيل، Parascalops - نوع واحد
      - طوبين شعري الذيل [الإنجليزية]، Parascalops breweri

    - جنس الطوبين الشرقي، Scalopus - نوع واحدطوبين شرقي، S. aquaticus
    - جنس طوبين قانسو، Scapanulus - نوع واحد
      - طوبين قانسو [الإنجليزية]، S. oweni

    - جنس طوبين غرب أمريكا الشمالية [الإنجليزية]، Scapanus - خمسة أنواع
      - طوبين عريض الأقدام الشمالي [الإنجليزية]، S. latimanus
      - طوبين عريض الأقدام الجنوبي [الإنجليزية]، S. occultus
      - طوبين المحيط الهادئ [الإنجليزية]، S. orarius
      - طوبين تاونزند [الإنجليزية]، S. townsendii
      - طوبين مكسيكي [الإنجليزية]، S. anthonyi

  - فُصيلة طوبينيات العالم القديم، Talpinae
    - جنس طوبين جنوب شرق آسيا، Euroscaptor - عشرة أنواع
      - طوبين صيني أكبر [الإنجليزية]، Euroscaptor grandis
      - طوبين كلوس [الإنجليزية]، Euroscaptor klossi
      - طوبين كوزنتسوف [الإنجليزية]، Euroscaptor kuznetsovi
      - طوبين طويل الأنف [الإنجليزية]، Euroscaptor longirostris
      - طوبين ماليزي [الإنجليزية]، Euroscaptor malayanus[9]
      - طوبين الهملايا، Euroscaptor Micrurus
      - طوبين نوك لين [الإنجليزية]، Euroscaptor ngoclinhensis
      - طوبين أورلوف [الإنجليزية]، Euroscaptor orlovi
      - طوبين صغير الأسنان [الإنجليزية]، Euroscaptor parvidens
      - طوبين فيتنامي [الإنجليزية]، Euroscaptor subanura[10]

    - جنس طوبين شرق آسيا، Mogera - تسعة أنواع من اليابان وكوريا والصين الشرقية
      - طوبين إتشيغو [الإنجليزية]، M. etigo
      - طوبين ياباني صغير [الإنجليزية]، M. imaizumii
      - طوبين معزول [الإنجليزية]، M. insularis
      - طوبين كانو [الإنجليزية]، M. kanoana
      - طوبين لا توش [الإنجليزية]، M. latouchei
      - طوبين أوسوري [الإنجليزية]، M. robusta
      - طوبين سادو [الإنجليزية]، M. tokudae
      - طوبين سنكاكو [الإنجليزية]، M. uchidai
      - طوبين ياباني [الإنجليزية]، M. wogura

    - جنس طوبين أبيض الذيل، Parascaptor - نوع واحد
      - طوبين أبيض الذيل [الإنجليزية]، P. leucura

    - جنس الطوبين القصير الوجه، Scaptochirus - نوع واحد
      - طوبين قصير الوجه [الإنجليزية]، S. moschatus

    - جنس الطوبين (Talpa) - تسعة أنواع في أوروبا وغرب آسيا
      - طوبين سيبيري، T. altaica
      - طوبين أعمى، T. caeca
      - طوبين قوقازي، T. caucasica
      - طوبين أوروبي، T. europaea
      - طوبين بار دافيد، T. davidiana
      - طوبين مشرقي، Talpa levantis
      - طوبين إسباني، Talpa occidentalis
      - طوبين روماني، Talpa romana
      - طوبين بلقاني، Talpa stankovici

    - جنس الطوبين الطويل الذيل، Scaptonyx - نوع واحد
      - طوبين طويل الذيل، S. fusicaudus

    - جنس الدسمان، Desmana - نوع واحد
      - الدُسمان الروسي، D. moschata

    - جنس دسمان البرانس، Galemys
      - دسمان البرانس، G. pyrenaicus

    - جنس طوبين زبابي لترو، Dymecodon - نوع واحد
      - طوبين زبابي لترو [الإنجليزية]، D. pilirostris
      - جنس الطوبين الزبابي الياباني، Urotrichus - نوع واحد
      - طوبين زبابي ياباني [الإنجليزية]، U. talpoides

    - جنس الطوبين الزبابي الأمريكي Neurotrichus - نوع واحد
      - طوبين زبابي أمريكي [الإنجليزية]، N. gibbsii

## علاقتها مع البشر
تُصنَّف جميع أنواع فصيلة الطوبينيات على أنها «كائنات حية حديثة محظورة» بموجب قانون المواد المضرة والكائنات الحية الحديثة لعام 1996 (Hazardous Substances and New Organisms Act 1996) النيوزيلندي، والذي يمنع استيرادهم إلى البلد.